# Dušan Vlahović
Dušan Vlahović (em sérvio:  Душан Влаховић; Belgrado, 28 de janeiro de 2000) é um futebolista sérvio que atua como centroavante. Atualmente, joga pela Juventus.

## Carreira do clube

### Partizan
Nascido em Belgrado, Vlahović começou a jogar futebol na escola de futebol "Altina Zemun", onde passou a maior parte do tempo com as gerações mais velhas. Mais tarde, ele esteve com OFK Beograd por três meses, e também fez uma aparição no Estrela Vermelha, mas ele se juntou ao Partizan no verão de 2014.
Vlahović assinou o seu primeiro contrato profissional com o Partizan em 2015, quando tinha apenas 15 anos. No início de 2016, Vlahović juntou-se à primeira equipa sob o comando do treinador Ivan Tomić e conseguiu a camisola número 9. Ele fez sua estreia na SuperLiga na Sérvia em 21 de fevereiro de 2016 contra o OFK Beograd, como o mais jovem estreante na história do Partizan.
No jogo seguinte, a 27 de fevereiro de 2016, Vlahović tornou-se no jogador mais jovem do clássico eterno, quando foi substituído no início da segunda parte. Anteriormente, o registro era mantido por Luka Jović. Em 2 de abril de 2016, Vlahović marcou seu primeiro gol pelo Partizan contra o Radnik Surdulica em uma vitória por 3-2 em casa e se tornou o artilheiro mais jovem da história do clube.
Ele também marcou um gol na partida da semifinal contra o Spartak Subotica, disputada em 20 de abril de 2016 em uma vitória fora de casa por 0–3. Ao longo da primavera, Vlahović foi olhado por uma série de times europeus consagrados, incluindo Arsenal, Anderlecht e Juventus, mas depois o Partizan recusou todas as ofertas. Vlahović também foi o marcador na última partida da taça contra Javor Ivanjica, vencida pelo Partizan.
Disputou a sua primeira partida na nova temporada contra o Zagłębie Lubin, a 21 de julho de 2016, na 2ª mão da segunda pré-eliminatória da UEFA Europa League 2016–17, que foi a sua estreia internacional pelo Partizan. Vlahović começou sua primeira partida em campo no segundo jogo da temporada 2016–17 da SuperLiga sérvia, na partida fora de casa contra o Napredak Kruševac.
No verão de 2017, Vlahović foi anunciado como a futura transferência, após o que ficou com o Partizan até a janela de transferências de inverno e o seu 18º aniversário. Miloš Vazura e Ivica Iliev, membros da gestão do clube, recusaram-se a confirmar a saída de Vlahović e ele continuou a treinar com a primeira equipa para a época 2017–18.

### Fiorentina
Em junho de 2017, Vlahović assinou um contrato preliminar de cinco anos com a Fiorentina, que se tornou oficial em seu 18º aniversário, 28 de janeiro de 2018. Vlahović foi comprado oficialmente pela Fiorentina em 22 de fevereiro de 2018, escolhendo usar a camisa número 18 . Devido às normas administrativas, ele não estava disponível para jogar até 1º de julho de 2018.
Em 25 de setembro de 2018, Vlahović fez sua estréia pela Fiorentina, na Série A, em uma derrota por 2–1 para o Inter de Milão. Em 18 de agosto de 2019, Vlahović marcou seus primeiros gols com a Fiorentina, dois gols na vitória por 3-1 contra o Monza na terceira rodada da Coppa Itália 2019-20.

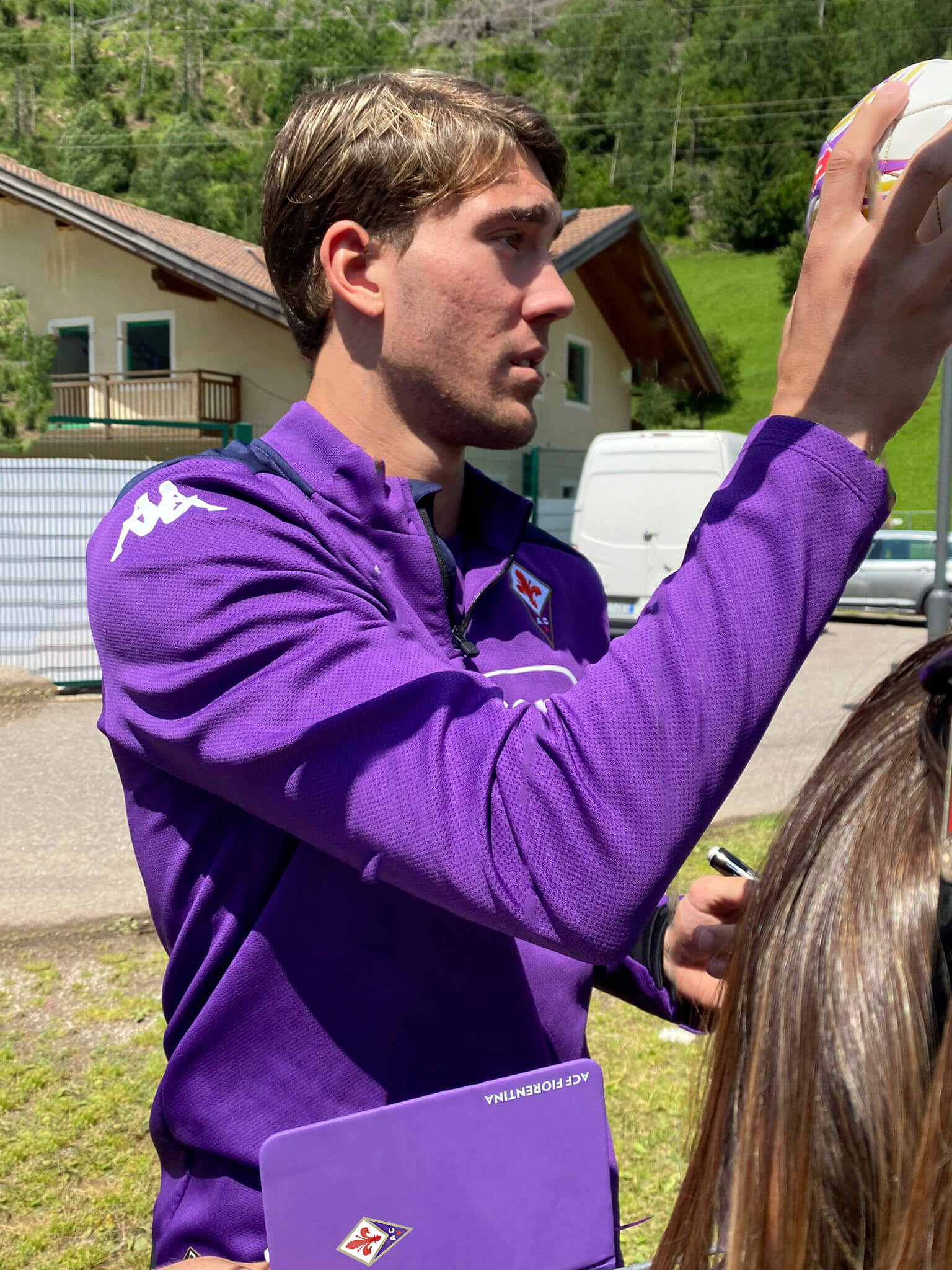
Dušan Vlahović dando autógrafos aos torcedores em 2021.

Apesar de ter feito uma primeira temporada sem nenhuma participação em gol nos 10 jogos que participou, Vlahović passou a exibir melhores performances em sua segunda época. Além dos dois gols na Coppa Itália, o atacante conseguiu chegar a marca de seis tentos na Série A, já fazendo gols em jogos importantes como contra a Internazionale Milano e Napoli no decorrer da Liga. Contudo, foi na terceira temporada que o jogador se consolidara como uma das maiores promessas do futebol mundial.
Pela Série A de 2020–21, Dušan tivera uma ótima segunda metade de Campeonato. Entre os meses de dezembro a fevereiro, o atacante balançou as redes oito vezes, pouco antes de, em março, fazer o seu primeiro um hat-trick no primeiro tempo na vitória por 4 a 1 fora de casa sobre o Benevento. O sérvio continuou sua fase goleadora, onde chegou a marcar contra a Juventus e outros três dobletes contra Atalanta, Bologna e Lazio, e concluiu a época com 21 gols em 37 partidas. Apesar do número elevado, o atleta ficou em 4º colocado na artilharia, estando nove tentos atrás do goleador máximo Cristiano Ronaldo.
Jogando a Série A de 2021–22, o atleta continuou sua ótima sequência de gols e terminou o ano de 2021 superando, em gols de Liga, os principais atacantes do futebol mundial. Fazendo 16 tentos somente naquela época, Vlahović somou 32 bolas na rede desde o começo do ano – apenas Robert Lewandowski (42) fizera mais do que ele nesse mesmo período.
Após cumprir a primeira parte de Campeonato com a Viola, Dušan recebeu uma proposta da maior vencedora da Liga Italiana e abdicou de sua estadia com a Fiorentina sem conseguir nenhum título e sem jamais ajudar o clube a conseguir uma classificação à uma Competição Europeia. Apesar disso, foi um dos grandes nomes da equipe, juntamente de Federico Chiesa, e tornou-se a venda mais cada da janela de transferências italiana de inverno.

### Juventus
Em 28 de janeiro de 2022, seu aniversário de 22 anos, Vlahović assinou com a Juventus em um contrato de quatro anos e meio; o acordo valeu € 70 milhões, mais € 10 milhões em bônus relacionados ao desempenho, tornando-o a transferência mais cara na janela de transferências de inverno da Serie A.
Ele estreou pela Juventus como titular em 6 de fevereiro e marcou o primeiro gol na vitória por 2 a 0 contra o Hellas Verona.
Em 22 de fevereiro, Vlahović fez sua primeira aparição na UEFA Champions League, um empate por 1 a 1 fora de casa contra o Villareal. Ele marcou depois de apenas 33 segundos, tornando-se o estreante titular mais rápido e o segundo estreante mais jovem da Juventus a marcar na Liga dos Campeões. 

## Carreira internacional
Vlahović foi membro da primeira seleção sérvia de futebol nacional marcando um hat-trick em uma partida contra a República Tcheca em 16 de abril de 2015. Ele também convocou a seleção sub-16 da Sérvia no final de 2015, fazendo sua estreia contra a Polônia em 27 de outubro de 2015. Em agosto de 2016, Vlahović foi convocado para a convocatória sub-19 da Sérvia para o torneio memorial "Stevan Vilotić - Ćele", onde estreou no jogo de estreia frente aos Estados Unidos. Na segunda partida do mesmo torneio, ele marcou um gol contra a França. Depois que a Sérvia venceu Israel na final, foi nomeado o jogador mais talentoso do torneio, estreou-se pela equipa principal a 11 de Outubro de 2020, num jogo da UEFA Nations League contra a Hungria.

#### Objetivos internacionais
Pontuações e resultados listam primeiro o gol da Sérvia.
| Nº | Encontro               | Local                                                |    | Oponente   | Pontuação | Resultado | Concorrência                                   |
| -- | ---------------------- | ---------------------------------------------------- | -- | ---------- | --------- | --------- | ---------------------------------------------- |
| 1  | 18 de novembro de 2020 | Estádio Rajko Mitić, Belgrado, Sérvia                | 4  | Rússia     | 3 –0      | 5–0       | 2020–21 UEFA Nations League B                  |
| 2  | 24 de março de 2021    | Estádio Rajko Mitić, Belgrado, Sérvia                | 5  | Irlanda    | 1 –1      | 3-2       | Qualificação para a Copa do Mundo FIFA de 2022 |
| 3  | 1 de setembro de 2021  | Nagyerdei Stadion, Debrecen, Hungria                 | 8  | Catar      | 3 –0      | 4–0       | Amigáveis                                      |
| 4  | 9 de outubro de 2021   | Stade de Luxembourg,Cidade do Luxemburgo, Luxemburgo | 11 | Luxemburgo | 1 –0      | 1–0       | Qualificação para a Copa do Mundo FIFA de 2022 |
| 5  | 12 de outubro de 2021  | Estádio Rajko Mitić, Belgrado, Sérvia                | 12 | Azerbaijão | 1 –0      | 3-1       | Qualificação para a Copa do Mundo FIFA de 2022 |
| 6  | 12 de outubro de 2021  | Estádio Rajko Mitić, Belgrado, Sérvia                | 12 | Azerbaijão | 2 -1      | 3-1       | Qualificação para a Copa do Mundo FIFA de 2022 |

## Títulos

#### Partizan
- Superliga Sérvia: 2015–16
- Copa da Sérvia: 2015–16, 2016–17

#### Fiorentina
- Coppa Italia Primavera: 2018–19

#### Juventus
- Coppa Italia: 2023–24

### Prêmios individuais
- Melhores Jogador Jovem da Série A: 2020–21[47]
- Jogador do mês da Série A: dezembro de 2021
- Time do Ano da Série A: 2021–22, 2023–24
- Melhor Jogador da final da Coppa Italia: 2023–24
- Melhor atacante da Série A: 2023–24

### Artilharias
- Coppa Italia Primavera: 2018–19 (6 gols)
- Copa da Itália de 2021–22 (4 gols)